# Cao Hành Kiện
Cao Hành Kiện (chữ Hán: 高行健; bính âm: Gāo Xíngjiàn; sinh 4 tháng 1 năm 1940) là một nhà văn, nhà viết kịch, nhà phê bình người Trung Quốc đầu tiên và là công dân Pháp thứ 13 được trao Giải Nobel Văn học trong suốt 100 năm qua. Ông cũng còn được biết đến với tư cách là một dịch giả, đạo diễn sân khấu và họa sĩ.

## Tiểu sử
Ông sinh ra và lớn lên ở Cống/Cám Châu, Giang Tây, Trung Quốc. Ông tốt nghiệp trường Đại học Ngoại ngữ Bắc Kinh năm 1962 ngành tiếng Pháp. Sau khi tốt nghiệp ông được phân công đến Cục xuất bản ngoại văn làm phiên dịch. Trong thời kỳ Cách mạng Văn hóa (1966-1976) ông đã bị đưa vào trại học tập cải tạo và phải âm thầm thiêu hủy cả một va-li đầy bản thảo tác phẩm của mình, trong đó có một vài cuốn tiểu thuyết chỉ chờ ngày xuất bản và 15 vở kịch. Sau đó, ông bị gửi vào trại cải tạo giáo dục mất 7 năm. Năm 1975 ông trở về Bắc Kinh, làm việc tại Cục xuất bản Ngoại văn. Đến năm 1978 ông nhận chức phiên dịch cho Hiệp hội tác gia Trung Quốc. Năm 1980 ông về làm công tác biên kịch tại Kịch viện Nghệ thuật Nhân dân Bắc Kinh. Cao Hành Kiện là một trong những văn nghệ sĩ tiền phong của Trung Quốc đã cổ vũ, đấu tranh cho quyền sáng tác văn nghệ tự do và đích thực. Chính phủ Trung Quốc đã từng coi ông là một phần tử chống đối và các tác phẩm của ông đã bị cấm lưu hành từ năm 1986. Ông đã bỏ Đảng Cộng sản Trung Quốc năm 1989 sau vụ thảm sát Thiên An Môn.
Năm 1988, ông sang Pháp sinh sống và nhập quốc tịch Pháp từ 1998, hiện cư ngụ tại ngoại ô Paris, khu Bagnolet. Mười chín năm sống ở Pháp, ông đã tập trung vào viết sách, soạn kịch và triển lãm nghệ thuật. Vào năm 1992 ông đã giành được giải Chevalier de l'Ordre des Arts et des Lettres (Huân chương về Văn học và Nghệ thuật) của Chính phủ Pháp. Sau khi ông đoạt giải Nobel năm 2000, báo chí Trung Quốc không rầm rộ về việc này, nhưng tờ báo ra hằng ngày Tin tức buổi chiều Dương Thành (羊城晚報 "Dương Thành vãn báo"), vào năm 2001, trong một cuộc chỉ trích về Linh Sơn đã gọi ông là một "nhà văn dở tệ" và nói rằng việc ông đoạt giải Nobel thật là lố bịch.
Linh Sơn là một tác phẩm nổi tiếng của ông, tổng hợp nhiều hình thái và thể loại văn chương gồm hồi ký, chuyện tình, phóng sự xã hội, thực tế, hư cấu, triết lý, đối thoại, độc thoại... hoà quyện vào nhau. Giáo sư Lee Mabel, người dịch tác phẩm Linh Sơn sang tiếng Anh (Soul Mountain) đã nhận định: "Linh Sơn là câu chuyện của người đi tìm sự an bình và tự do bên trong".
Cao Hành Kiện còn là một họa sĩ vẽ tranh thủy mặc độc đáo. Ông đã cho tổ chức khoảng 30 cuộc triển lãm tranh khắp nơi trên thế giới và nhận được nhiều lời khen ngợi.

## Tác phẩm chính

### Truyện
- Linh Sơn (1989)
- Thánh kinh của một con người (1999)
- Bờ bến khác
- Kẻ rừng rú

### Kịch
- Đào vong (1989)
- Báo động (1982)
- Trạm xe buýt (1963)
- Au bord de la Vie (Bên bờ cuộc sống)
- Le Somnambule (Kẻ miên hành)

## Giải thưởng
- Huân chương Kỵ sỹ về Nghệ thuật và văn học do Chính phủ Pháp trao tặng vào năm 1992
- Giải Nobel Văn học vào năm 2000
- Giải thưởng về văn học do thủ đô Roma, Ý trao tặng vào năm 2000